# Dullberg
Dullberg ist eine Ortschaft in der Gemeinde Klein St. Paul im Bezirk Sankt Veit an der Glan in Kärnten (Österreich). Die Ortschaft hat 9 Einwohner (Stand 1. Jänner 2024). Sie liegt auf dem Gebiet der Katastralgemeinde Dullberg.

## Lage
Die Ortschaft liegt südöstlich von Wieting, oberhalb von Kitschdorf, an den Hängen der Saualpe. In der Ortschaft werden folgende Hofnamen geführt: Dronsberger (Nr. 1), Kilbner (bzw. Kilmer, Nr. 3), Hochleitner (Nr. 5).

## Geschichte
Der Ortsname leitet sich vom slowenischen dol (= Tal) ab. Auf dem Gebiet der Steuergemeinde Dullberg liegend, gehörte die Ortschaft in der ersten Hälfte des 19. Jahrhunderts zum Steuerbezirk Wieting. Bei Gründung der Ortsgemeinden im Zuge der Reformen nach der Revolution 1848/49 kam Dullberg an die Gemeinde Wieting. Seit der Gemeindestrukturreform 1973 gehört Dullberg zur Gemeinde Klein Sankt Paul.

## Bevölkerungsentwicklung
Für die Ortschaft zählte man folgende Einwohnerzahlen:
- 1869: 7 Häuser, 51 Einwohner[3]
- 1880: 7 Häuser, 29 Einwohner[4]
- 1890: 7 Häuser, 42 Einwohner[5]
- 1900: 6 Häuser, 40 Einwohner[6]
- 1910: 7 Häuser, 40 Einwohner[7]
- 1923: 7 Häuser, 35 Einwohner[8]
- 1934: 29 Einwohner[9]
- 1951: 29 Einwohner[10]
- 1961: 4 Häuser, 23 Einwohner[11]
- 1971: 22 Einwohner[10]
- 1981: 14 Einwohner[10]
- 1991: 14 Einwohner[10]
- 2001: 3 Gebäude (davon 3 mit Hauptwohnsitz) mit 3 Wohnungen; 9 Einwohner und 0 Nebenwohnsitzfälle; 3 Haushalte; 0 Arbeitsstätten, 3 land- und forstwirtschaftliche Betriebe[12]
- 2011: 3 Gebäude, 8 Einwohner, 3 Haushalte, 0 Arbeitsstätten[13]
- 2021: 3 Gebäude, 8 Einwohner, 3 Haushalte, 2 Arbeitsstätten[14]